# Youssou N'Diaye
Pour les articles homonymes, voir N'Diaye.
Youssou N'Diaye, né le 20 juin 1932 et mort le 25 avril 2018 à Dakar, est un arbitre sénégalais de football, connu pour avoir été le premier arbitre sénégalais à avoir officié en coupe du monde.

## Carrière
Arbitre FIFA entre 1969 et 1978, il participe aux éliminatoires de la Coupe du monde 1970, dans la zone Afrique, en officiant lors d'un match du second tour à Ibadan entre le Nigeria et le Ghana, se soldant par une victoire des locaux sur le score de deux buts à un. Néanmoins, il ne participe pas à la phase finale au Mexique. 
Quant à l'édition 1974, il officie lors du troisième tour des éliminatoires, entre la Côte d'Ivoire et le Maroc, se soldant par un match nul un but partout, puis lors du tour final, il officie lors du Zaïre-Zambie, se soldant par une victoire des locaux sur le score de deux buts à un. Ces performances lui permettent de faire partie des arbitres sélectionnés et des deux arbitres de la CAF sélectionnés pour la RFA, en compagnie de l’Égyptien Mahmoud Mustafa Kamel. Il est ainsi le troisième arbitre africain à officier lors d'une coupe du monde après l’Égyptien Aly Hussein Kandil (1966 et 1970) et l’Éthiopien Seyoum Tarekegn (1970). Lors du tournoi final, il est l'arbitre de centre lors du match RDA-Australie, dans le cadre du premier tour. Cela se solde par une victoire des premiers sur le score de deux buts à zéro et lors de ce match, il donne trois cartons jaunes à trois joueurs est-allemands. Puis après cela, il officie comme arbitre de touche lors du match entre l'Argentine et le Brésil lors du second tour puis lors du match pour la troisième place entre le Brésil et la Pologne.
Entre-temps, il a officié en mars 1974 à la CAN 1974, en Égypte, et dirige le match d'ouverture entre le pays-hôte et l'Ouganda, se soldant par une victoire des locaux (2-1). Puis il finit l'année par la finale aller de la Coupe des clubs champions africains entre le club congolais du CARA Brazzaville et le club égyptien de Ghazl El Mahallah, qui se solde par une victoire des premiers sur le score de quatre buts à deux. Au cours de la finale, il siffle deux penaltys (un pour les Congolais, converti par Paul Moukila à la vingt-troisième minute et un pour les Égyptiens, converti par Ibrahim à la soixante-cinquième minute). D'après une source congolaise, le match est arbitré par un "minable arbitre sénégalais Youssou N'Diaye et assisté de ses compatriotes Tanor Dieng et Bakari Saar".  
Les années 1976 et 1977 permettent de diriger des matchs de la CAN 1976 et des matchs de qualifications pour le mondial 1978. Lors du premier tournoi, il dirige le match entre l’Égypte et la Guinée, se soldant par un match nul (1-1), au cours duquel, il siffle un penalty pour les Guinéens, converti par Bengally Sylla à la quarante-quatrième minute, soit une minute après le but égyptien de Taha Basry. Puis lors du tour final, il officie le match entre le Maroc et le Nigeria, se soldant par une victoire des Lions de l'Atlas sur le score de deux buts à un. Puis pour les qualifications du mondial en Argentine, il officie lors du second tour entre la Haute-Volta et la Côte d'Ivoire (1-1) et lors du match d'appui entre le Ghana et la Guinée (0-2) puis lors du troisième tour entre la Côte d'Ivoire et le Nigeria (2-2). 
L'année 1978 permet à Youssou N'Diaye d'officier dans deux tournois : pour le premier, il s'agit de la CAN 1978 au Ghana. Il officie lors du match entre le tenant du titre, le Maroc et le Congo, qui se solde par une victoire des tenants du titre sur le score d'un but à zéro, but inscrit par Acila à la vingt-huitième minute. Puis pour le second tournoi, il s'agit de la coupe du monde 1978 en Argentine. Seul arbitre africain du tournoi, il commence en tant qu'arbitre de touche entre le pays-hôte et la Hongrie, se soldant par une victoire des locaux sur le score de deux buts à un. Puis cinq jours plus tard, il officie en tant qu'arbitre central entre l’Écosse et l'Iran, qui se solde par un match nul (un but partout). Au cours de ce match, il met un carton jaune au défenseur iranien Andranik Eskandarian à la quarante-neuvième minute. Il faut attendre le 18 juin pour le revoir, en tant qu'arbitre de touche lors du match du second tour Italie-Autriche (victoire italienne sur le score d'un but à zéro). 
Sa carrière terminée en 1978, il est nommé au FIFA Referee Special Awards en 1982, en compagnie du Congolais Joseph Blanchard-Angaud, du Finlandais Martti Hirviniemi, du Malaisien Saleh Karthiravale et de l'Anglais Patrick Partridge. Puis en 2000, il est élu "arbitre du cinquantenaire" par l'Association nationale de la presse sportive du Sénégal et lors de l'annonce de sa mort le 25 avril 2018 à Dakar, on apprend qu'il a été géomètre de formation et qu'il a pris sa retraite aux Impôts et domaines. Sa carrière a servi de modèle aux arbitres sénégalais et il faudra attendre le Mondial 2002, pour y revoir un de ses compatriotes, Falla N'Doye (1 match). Il sera imité par Malang Diedhiou en 2018 (3 matches dont un quart-de-finale).